# Рік та Морті (1-й сезон)
Перший сезон американського мультсеріалу «Рік та Морті», що спочатку транслювався в Сполучених Штатах у нічному блоці Cartoon Network Adult Swim. Прем'єра відбулася 2 грудня 2013 року у епізоді «Пілот» і завершилася 14 квітня 2014 року епізодом «Ризиковий Бізнес». Перший сезон включає одинадцять епізодів (включно з пілотним). Перший сезон отримав схвальні відгуки критиків.

## Актори та персонажі
Перелічені нижче актори та акторки озвучують відповідних анімаційних героїв.

### Головний акторський склад
- Джастін Ройланд у ролі Ріка Санчеза та Морті Сміта, двох головних героїв серіалу; Рік — ексцентричний божевільний учений, а Морті — його добрий, але тривожний онук. [1]
- Кріс Парнелл — Джеррі Сміт, зять Ріка та батько Морті; простодушна і невпевнена в собі людина, яка не схвалює вплив Ріка на його сім'ю. [1]
- Спенсер Греммер — Саммер Сміт, онука Ріка та сестра Морті; типовий підліток, який турбується про підвищення свого статусу серед однолітків. [1]
- Сара Чалк — Бет Сміт, донька Ріка та мати Морті; загалом урівноважена людина, яка незадоволена своїм шлюбом. [1]

### Інші учасники акторського складу
Інші учасники сезону, кожен з яких озвучив одного або кількох персонажів, включають: Еріка Бауза, Ден Хармон, Філ Гендрі, Брендон Джонсон, Раян Рідлі, Карі Волгрен, Мелік Бергер, Джесс Харнелл, Сміт Харрісон, Моріс ЛаМарш, Роб Полсен, Джессі Мендел, Ден Бенсон, Джекі Бускаріно, Ехо Келлум, Патриція Ленц, Роб Шраб, Гері Ентоні Вільямс, Стів Ейджі, Том Кенні, Ватче Панос, Крі Саммер, Рейган Гомес, Меган Адамс, Вілл Дженнінгс, Фіннеган Перрі, Джефф Бергман, Адам Рей, Скотт Чернофф, Річ Фулчер, Тресс Макнейл, Нолан Норт, Алехандра Голлас, Лорен Хіллман і Кріс Романо.

## Епізоди
| № серії (загалом) | № серії (в сезоні) | Назва серії                                                                  | Режисер(и)      | Сценарист(и)                   | Оригінальна дата показу |
| ----------------- | ------------------ | ---------------------------------------------------------------------------- | --------------- | ------------------------------ | ----------------------- |
| 1                 | 1                  | «Пілот» «Pilot»                                                              | Джастін Ройланд | Ден Хармон & Джастін Ройланд   | 2 грудня 2013           |
| 2                 | 2                  | «Пес-газонокосильник» «Lawnmower Dog»                                        | Джон Райс       | Райан Рідлі                    | 9 грудня 2013           |
| 3                 | 3                  | «Анатомічний парк» «Anatomy Park»                                            | Джон Райс       | Ерік Акоста та Вейнд Рендольф  | 16 грудня 2013          |
| 4                 | 4                  | «М. Найт Шьямал Інопланетяни!» «M. Night Shaym-Aliens!»                      | Джеф Майєрс     | Том Кауфман                    | 13 січня 2014           |
| 5                 | 5                  | «Місікс та руйнування» «Meeseeks and Destroy»                                | Брайан Ньютон   | Райан Рідлі                    | 20 січня 2014           |
| 6                 | 6                  | «Напій Ріка №9» «Rick Potion No. 9»                                          | Стівен Сандовал | Джастін Ройланд                | 27 січня 2014           |
| 7                 | 7                  | «Виховання Газорпазорпа» «Raising Gazorpazorp»                               | Джеф Майєрс     | Ерік Акоста та Уейв Рендольф   | 10 березня 2014         |
| 8                 | 8                  | «Скандали, Рік та розслідування» «Rixty Minutes»                             | Брайан Ньютон   | Том Кауфман та Джастін Ройланд | 17 березня 2014         |
| 9                 | 9                  | «Наближається дещо рікануте» «Something Ricked This Way Comes»               | Джон Райс       | Майк МакМехан                  | 24 березня 2014         |
| 10                | 10                 | «Близькі ріконтакти рікового ступеню» «Close Rick-counters of the Rick Kind» | Стівен Сандовал | Райан Рідлі                    | 7 квітня 2014           |
| 11                | 11                 | «Ризиковий бізнес» «Ricksy Business»                                         | Стівен Сандовал | Райан Рідлі та Том Кауфман     | 14 квітня 2014          |

## Створення
Співтворець серії Джастін Ройланд, Джон Райс, Джефф Майерс, Брайан Ньютон і Стівен Сандовал були режисерами, тоді як Ройланд, співтворець серії Ден Хармон, Том Кауфман, Райан Рідлі, Уейд Рендольф і Ерік Акоста були авторами; помічник письменника Майк МакМахан також отримав можливість написання. Усі епізоди першого сезону спочатку вийшли в ефір в США на Adult Swim і мають рейтинг TV-14. Однак цензурна версія епізодів, випущена на DVD і Blu-ray, має рейтинг TV-MA.
Усі епізоди з цього сезону спочатку були вироблені і транслювалися в 16:9 високій чіткості як на SD, так і на HD каналах Adult Swim, що призвело до того, що епізоди з'являлися у форматі letterbox на стандартному каналі Adult Swim. Створення цього сезону було розпочате в січні 2013 року.

## Рецензії
Перший сезон отримав рейтинг схвалення 96% на Rotten Tomatoes на основі 28 відгуків із середнім рейтингом 8,19 із 10. Консенсус критиків сайту стверджує: «Рік та Морті» з’являється на екранах і справляє миттєве враження своїми яскравими кольоровими вкрапленнями, імпровізаційною озвучкою та насиченими науково-фантастичними ескападами — привносячи дивовижну кількість серця в космічно безсердечне приміщення. "